# Чела (село)
Чела (груз. ჭელა) — село в Грузии, на территории Адигенского муниципалитета края (мхаре) Самцхе-Джавахети.

## География
Село находится в южной части Грузии, на правом берегу реки Кваблиани, на расстоянии 7 километров (по прямой) к западо-северо-западу от посёлка городского типа Адигени, административного центра муниципалитета. Абсолютная высота — 1339 метров над уровнем моря.

## Население
По результатам официальной переписи населения 2014 года, в Челе проживало 177 человек (88 мужчин и 89 женщин). В национальной структуре населения грузины составляли 100 %.
| Год  | Население, человек |
| ---- | ------------------ |
| 2002 | 254                |
| 2014 | ↘ 177              |